# Winifred Evans
Winifred Evans, foi uma atriz britânica, nascida em 1890, em Londres. Em 1921, ela atuou como espiã da Alemanha no polêmico filme How Kitchener Was Betrayed, que acabou sendo banido.

## Filmografia selecionada
- The Happy Warrior (1917)
- The Lady Clare (1919)
- How Kitchener Was Betrayed (1921)
- Greatheart (1921)
- Cupid in Clover (1929)
- Three Men in a Boat (1933)